# Dushan
För andra betydelser, se Dushan (olika betydelser).
Dushan, tidigare stavat Tuhshan, är ett härad i Qiannan, en autonom prefektur för buyei- och miao-folken i Guizhou-provinsen i sydvästra Kina Det ligger omkring 140 kilometer sydost om provinshuvudstaden Guiyang. 